# Josh Jackson
Joshua O'Neal "Josh" Jackson (San Diego, 10 de fevereiro de 1997) é um basquetebolista profissional americano que atualmente joga pelo Sacramento Kings da National Basketball Association (NBA).
Ele jogou basquete universitário na Universidade de Kansas e foi selecionado pelo Phoenix Suns como a 4ª escolha geral no Draft da NBA de 2017.

## Primeiros anos
Jackson nasceu no condado de San Diego, Califórnia, enquanto sua mãe, Apples Jones, servia na Marinha dos Estados Unidos e morou lá até os oito meses de idade, quando ela os mudou para Michigan para ficar mais perto de sua família. Ele frequentou a Consortium College Prep School em Detroit, Michigan, em seus dois primeiros anos, antes de se mudar para Napa, Califórnia, para estudar na Justin-Siena High School em seus últimos anos.

## Carreira no ensino médio
Como um calouro da Consortium College Prep School, ele teve médias de 17 pontos, seis rebotes, quatro assistências e quatro bloqueios. Em seu segundo ano, ele levou a escola ao seu primeiro título estadual. Ele teve médias de 28 pontos, 15 rebotes e seis assistências.
Antes de seu terceiro ano, Jackson e sua família se mudaram para a Califórnia para estudar na Justin-Siena High School em Napa, Califórnia. Ele obteve médias de 31,2 pontos e 5,4 assistências. Em seu último ano, ele teve médias de 26,9 pontos e 13,1 rebotes. Ele jogou basquete AAU pelo 1Nation Elite, um programa fundado por sua mãe. Em março de 2016, Jackson, jogou no McDonald's All-American Game de 2016 e registrou 19 pontos, quatro rebotes e três assistências. Ele foi nomeado Co-MVP ao lado de Frank Jackson.
Jackson era um recruta cinco estrelas e considerado um dos melhores jogadores da classe de 2016. Ele foi classificado em primeiro lugar na classe de 2016 pela Rivals.com e pelo Scout.com, enquanto a ESPN o classificou em segundo lugar, atrás apenas de Harry Giles. A 247Sports.com o classificou como o melhor jogador na classe de 2016, além de dar a ele uma classificação de 102, a mais alta classificação já dada a um recruta pelo site.
| Nome | Cidade Natal                                     | Escola/Universidade | Altura             | Peso           | Data da revisão |
| --- | ------------------------------------------------ | ------------------- | ------------------ | -------------- | --------------- |
| Josh Jackson G/F | Southfield, MI                                   | Prolific Prep       | 6 ft 7 in (2.01 m) | 195 lb (88 kg) | Apr 11, 2016    |
| Josh Jackson G/F | Recrutamento: Rivais: Scout: 247sports: ESPN: 97 |                     |                    |                |                 |
| Classificação geral de novatos: Scout: 1º \| Rivals: 1º \| ESPN: 2º |                                                  |                     |                    |                |                 |
| - Nota : Em muitos casos, Scout, Rivals, 247Sports e ESPN podem entrar em conflito em suas listas de altura e peso, nestes casos, a média foi obtida. - Nota: A ESPN mede os calouros numa escala de 0 a 100. - Fonte: |                                                  |                     |                    |                |                 |

## Carreira universitária

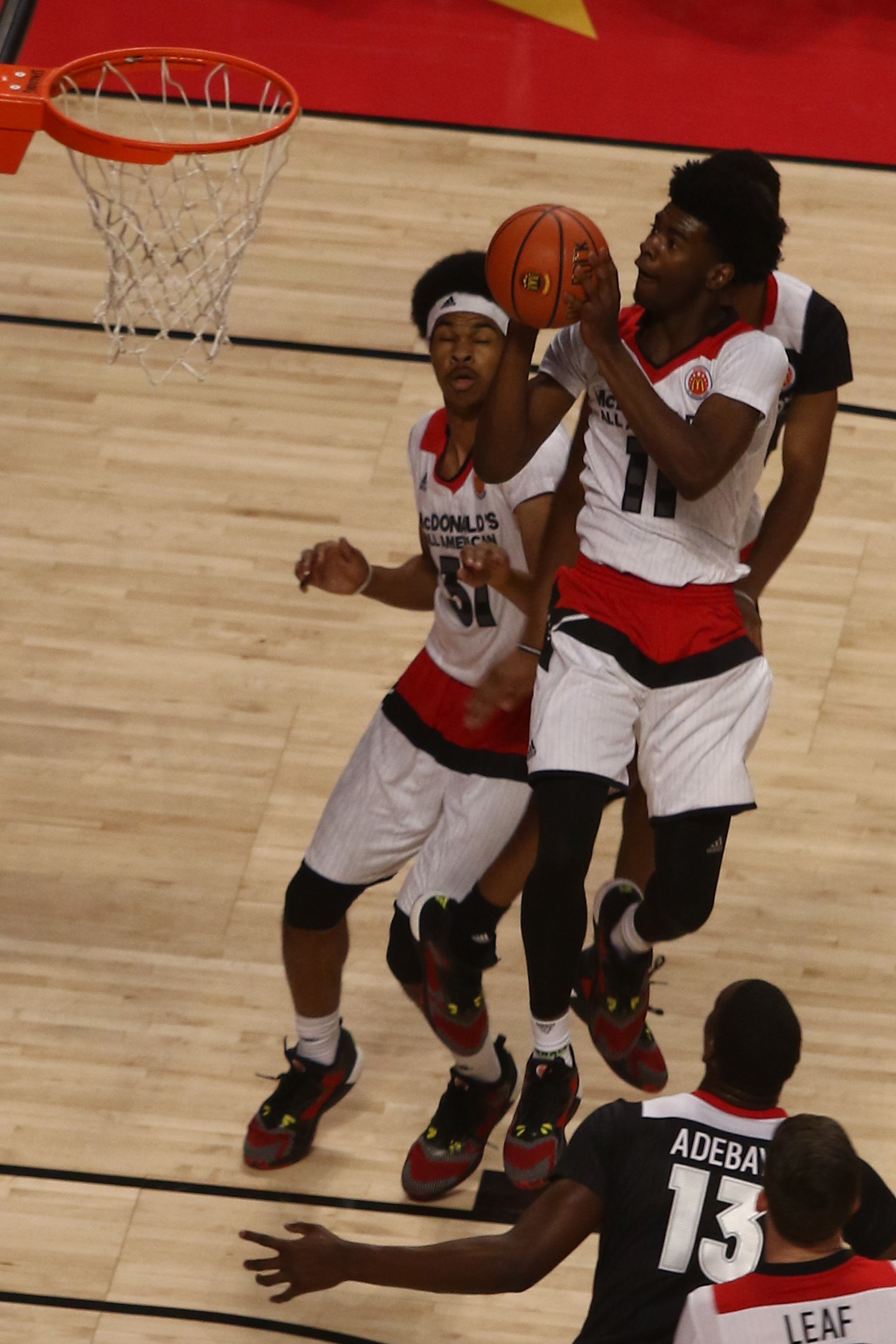
Jackson indo para a cesta no McDonald's All-American Game de 2016

Em 11 de abril de 2016, Jackson tweetou que iria estudar na Universidade do Kansas para jogar basquete, rejeitando as ofertas de Michigan State e Arizona.
Durante sua única temporada em Kansas, Jackson teve médias de 16,3 pontos, 7,4 rebotes, 3,0 assistências, 1,7 roubos de bola e 1,1 bloqueios. Como resultado de seus esforços, ele foi nomeado para a Primeira-Equipe da Big 12, o Novato do Ano da Big 12, Segunda-Equipe All-American pela Sporting News Terceira-Equipe All-American pela Associated Press e Associação Nacional de Treinadores de Basquete. 
Em 17 de abril de 2017, Jackson se declarou oficialmente para o Draft da NBA de 2017 e contratou o ex-armador do Chicago Bulls, B. J. Armstrong como seu agente, renunciando oficialmente a sua elegibilidade universitária restante.

## Carreira profissional

### Phoenix Suns (2017–2019)

#### Temporada de 2017–18
Em 22 de junho de 2017, Jackson foi selecionado pelo Phoenix Suns como a quarta escolha no Draft da NBA de 2017. Ele assinou seu contrato de novato em 3 de julho de 2017.
Durante a Summer League de 2017, Jackson registrou médias de 17,4 pontos, 9,2 rebotes, 1,6 assistências, 1,2 roubos de bola e 1,0 bloqueios em 35,0 minutos em cinco jogos (de um total de seis do time), o que lhe levou a Primeira-Equipe do torneio ao lado de Lonzo Ball, Dennis Smith Jr., John Collins e Caleb Swanigan.
Durante o terceiro jogo da temporada, Jackson fez um gesto inadequado e ameaçador com a mão para os torcedores do Los Angeles Clippers, o que resultaria nele sendo multado em $ 35.000 em 24 de outubro de 2017.
Em 29 de novembro de 2017, Jackson marcou 20 pontos, o recorde da temporada, na derrota para o Detroit Pistons. Ele registrou seu primeiro duplo-duplo de sua carreira profissional em 7 de janeiro de 2018 com 17 pontos e 10 rebotes na vitória de 114-100 sobre o Oklahoma City Thunder. Depois de perder seu jogo seguinte contra o Houston Rockets devido a uma distensão no quadril direito, ele voltou ao time titular em 14 de janeiro, registrando 21 pontos em uma derrota para o Indiana Pacers.
Em seu 21º aniversário, Jackson teria seu melhor jogo geral em sua temporada de estreia com 20 pontos, 7 rebotes, 5 assistências, 1 roubo de bola e 4 bloqueios em uma derrota por 123–113 sobre o Denver Nuggets. Ele marcou 29 pontos em 28 de fevereiro em uma vitória por 110–102 contra o Memphis Grizzlies. No Dia de São Patrício, ele teve o seu primeiro jogo de 30 pontos de sua carreira profissional com 36 pontos marcados em uma derrota por 124-109 contra o Golden State Warriors. Em 20 de março de 2018, ele registraria um duplo-duplo de 15 pontos e 11 rebotes na derrota para o Detroit Pistons.
Em 22 de maio de 2018, ele foi nomeado para a Segunda-Equipe de Novatos da NBA.

#### Temporada de 2018-19
Jackson foi o representante da equipe na loteria do Draft da NBA de 2018; os Suns foram sorteados com a primeira escolha geral pela primeira vez na história da franquia em 15 de maio de 2018. Mais tarde, ele se juntou à escolha principal, DeAndre Ayton, e outros novatos e jovens jogadores dos Suns para a Summer League de 2018. Durante toda a pré-temporada, Jackson foi forçado a assumir o papel de principal armador, tentando replicar o papel de Devin Booker, que estava ausente no momento devido a uma cirurgia no dedo. 
Na estreia da temporada em 17 de outubro de 2018, Jackson voltou ao banco da equipe mas marcou 18 pontos em uma vitória de 121–100 sobre o Dallas Mavericks.

### Memphis Grizzlies (2019–2020)
Em 7 de julho de 2019, o Suns negociou Jackson com o Memphis Grizzlies.
Em 27 de setembro, os Grizzlies o designaram para o Memphis Hustle, seu afiliado da G-League, para o início da temporada. Jackson jogou 26 jogos pelo Hustle antes de ser chmado pelos Grizzlies e teve médias de 20,3 pontos, 7,5 rebotes, 4,3 assistências, 1,4 bloqueios e 1,3 roubos de bola.

### Detroit Pistons (2020–Presente)
Em 1 de dezembro de 2020, Jackson assinou com o Detroit Pistons.

## Estatísticas

### NBA

#### Temporada regular
| Ano      | Equipe   | PJ  | PT | MPJ  | AP   | 3P   | LL   | RT  | AS  | BR  | TO | PPJ  |
| -------- | -------- | --- | -- | ---- | ---- | ---- | ---- | --- | --- | --- | -- | ---- |
| 2017–18  | Phoenix  | 77  | 35 | 25.4 | .417 | .263 | .634 | 4.6 | 1.5 | 1.0 | .5 | 13.1 |
| 2018–19  | Phoenix  | 79  | 29 | 25.2 | .413 | .324 | .671 | 4.4 | 2.3 | .9  | .7 | 11.5 |
| 2019–20  | Memphis  | 22  | 0  | 17.3 | .440 | .319 | .700 | 3.0 | 1.6 | .8  | .4 | 9.0  |
| Carreira | Carreira | 178 | 64 | 22.6 | .423 | .302 | .668 | 4.0 | 1.8 | .9  | .5 | 11.2 |

### Universitário
| Ano     | Equipe | PJ | PT | MPJ  | AP   | 3P   | LL   | RT  | AS  | BR  | TO  | PPJ  |
| ------- | ------ | -- | -- | ---- | ---- | ---- | ---- | --- | --- | --- | --- | ---- |
| 2016–17 | Kansas | 35 | 35 | 30.8 | .513 | .378 | .566 | 7.4 | 3.0 | 1.7 | 1.1 | 16.3 |

Fonte:

## Vida pessoal
Jackson foi criado por sua mãe, Apples Jones, e seu padrasto Clarence Jones, que morreu em 2014 enquanto Jackson jogava um torneio em Las Vegas. A mãe de Jackson era uma jogadora de basquete de destaque na Universidade do Texas em El Paso, transferindo-se para lá depois de dois anos no Allen Community College em Kansas, mas só foi capaz de jogar por uma temporada depois de ser considerada inelegível academicamente para seu último ano, levando-a a deixar a UTEP e ingressar na Marinha dos EUA como paraquedistas. Após o nascimento de Jackson, Jones foi convidado a participar do acampamento de treinamento Washington Mystics, mas acabou decidindo não participar, escolhendo criar Jackson em Michigan.
Jackson citou o xadrez e o saxofone como suas paixões fora da quadra, tendo fundado o clube de xadrez na Justin-Siena High School e tendo tocado saxofone desde a sétima série.
Jackson foi preso em Miami em um show da Rolling Loud em 12 de maio de 2019 por supostamente tentar entrar na entrada VIP várias vezes e por tentar fugir da polícia enquanto era preso. Ele também foi suspenso do Memphis Hustle por violar as regras do time.

### Patrocínios
Em 21 de junho, um dia antes do Draft da NBA de 2017, Jackson assinou um contrato de vários anos com a Under Armour. Ele foi mais tarde acompanhado por Dennis Smith Jr. e Terrance Ferguson, como os membros da classe de 2017 a assinar com a Under Armour.

### Caso de vandalismo
Em 2 de fevereiro de 2017, foi relatado pelo Kansas City Star que Jackson e seu colega de equipe, LaGerald Vick, eram suspeitos em um caso de vandalismo ocorrido em dezembro. Foi alegado que Jackson e Vick danificaram o carro de McKenzie Calvert, uma jogadora de basquete feminino da Universidade de Kansas e ex-namorada de Vick. Ela disse à polícia que durante o incidente, Jackson gritou "para ela sair do carro e que ele iria bater em sua bunda" antes de danificar seu carro. Após a investigação policial, Jackson foi acusado de danos criminais à propriedade e estava programado para ser processado em 12 de abril. Ele lançou um comunicado se desculpando por seu papel no incidente e se ofereceu para pagar pelos danos. Seguindo as acusações de Jackson, o treinador de basquete da Universidade de Kansas, Bill Self, afirmou que Jackson foi disciplinado internamente pela administração, mas não seria suspenso por nenhum jogo devido às suas ações no incidente.

Depois de se declarar inocente das acusações de vandalismo, Jackson entrou com um pedido de desvio no Tribunal do Condado de Douglas, que duraria 12 meses. Como parte do acordo, Jackson concordou em concluir um curso de gerenciamento de raiva, serviço comunitário completo, abster-se de álcool e drogas durante o período, obter avaliação de abuso de substâncias e escrever uma carta de desculpas às vítimas. Ele também concordou em pagar $ 250 em restituição, $ 158 ao tribunal e $ 150 pelo custo do desvio. Embora Jackson originalmente se declarasse culpado, como parte do acordo de desvio, ele assinou uma cláusula de fatos que correspondiam a relatos de testemunhas de suas ações durante o incidente. Após a conclusão bem-sucedida do programa de desvio, o caso de Jackson seria arquivado pelo Tribunal do Condado de Douglas. Quando questionado sobre seu progresso durante uma entrevista em 13 de junho, ele disse aos repórteres que estava quase terminando o curso de controle da raiva e que havia aprendido com seu erro. 